# Astrology
Astrology è un singolo del rapper canadese bbno$ pubblicato il 17 luglio 2020.

## Tracce
1. Astrology – 2:13